# دسته برادران

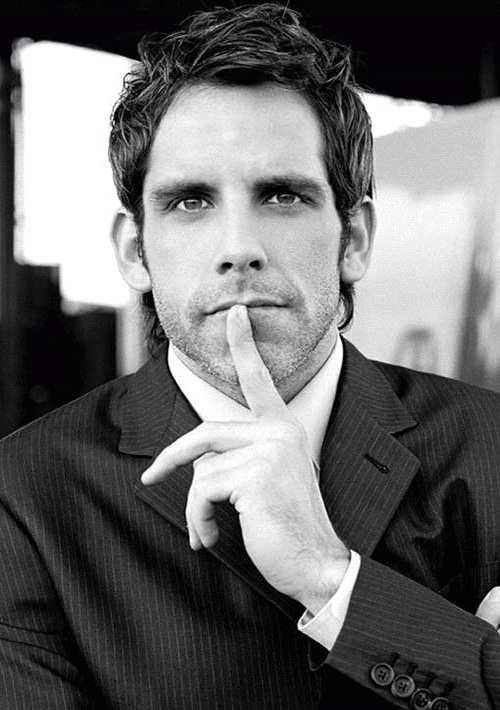
تصویری از بن استیلر عضو گروه دسته برادران

دسته برادران نام گروهی از بازیگران مرد فیلم‌های کمدی آمریکایی است. فیلم‌های کمدی این گروه معمولاً از اواخر دهه ۱۹۹۰ به بعد جزء پرفروش‌ترین فیلم‌های کمدی هالیوود محسوب می‌شود. در حال حاضر این گروه شامل این بازیگران می‌شود: بن استیلر، جک بلک، اوون ویلسون، لوک ویلسون، ویل فرل، وینس وان و استیو کارل.
این اصطلاح برای اولین بار در ژوئن ۲۰۰۴ و در مقاله یواس‌ای تودی به کار رفت و از آن به بعد بود که سایر رسانه‌ها نیز از ان به کرات استفاده کردند. البته نام این فیلم اشاره‌ای به دار و دسته موش‌ها نیز دارد که پیش‌تر وجود داشت.